# Imidazol-Alkaloide

Imidazol, das Grundgerüst der Imidazol-Alkaloide

Imidazol-Alkaloide sind eine Gruppe von Alkaloiden, deren Grundstruktur das Ringsystem Imidazol enthält.

## Vorkommen

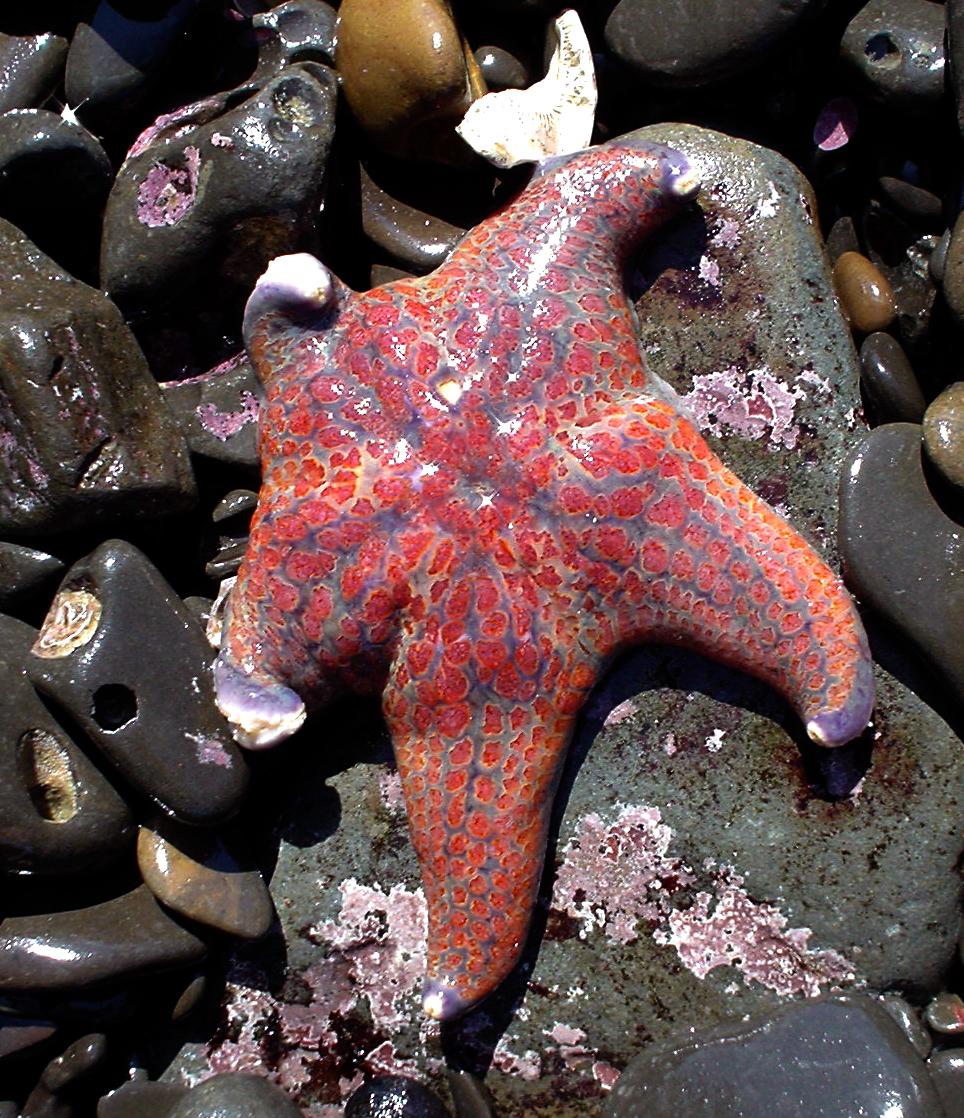
Dermasterias imbricata

In der Natur kommen sie sowohl als sekundäre Pflanzenstoffe als auch als in Meeresorganismen als Nebenprodukt des Histidinstoffwechsels vor. Ein bekanntes Imidazolalkaloid ist das Pilocarpin, das in Paraguay-Jaborandiblättern vorkommt. 

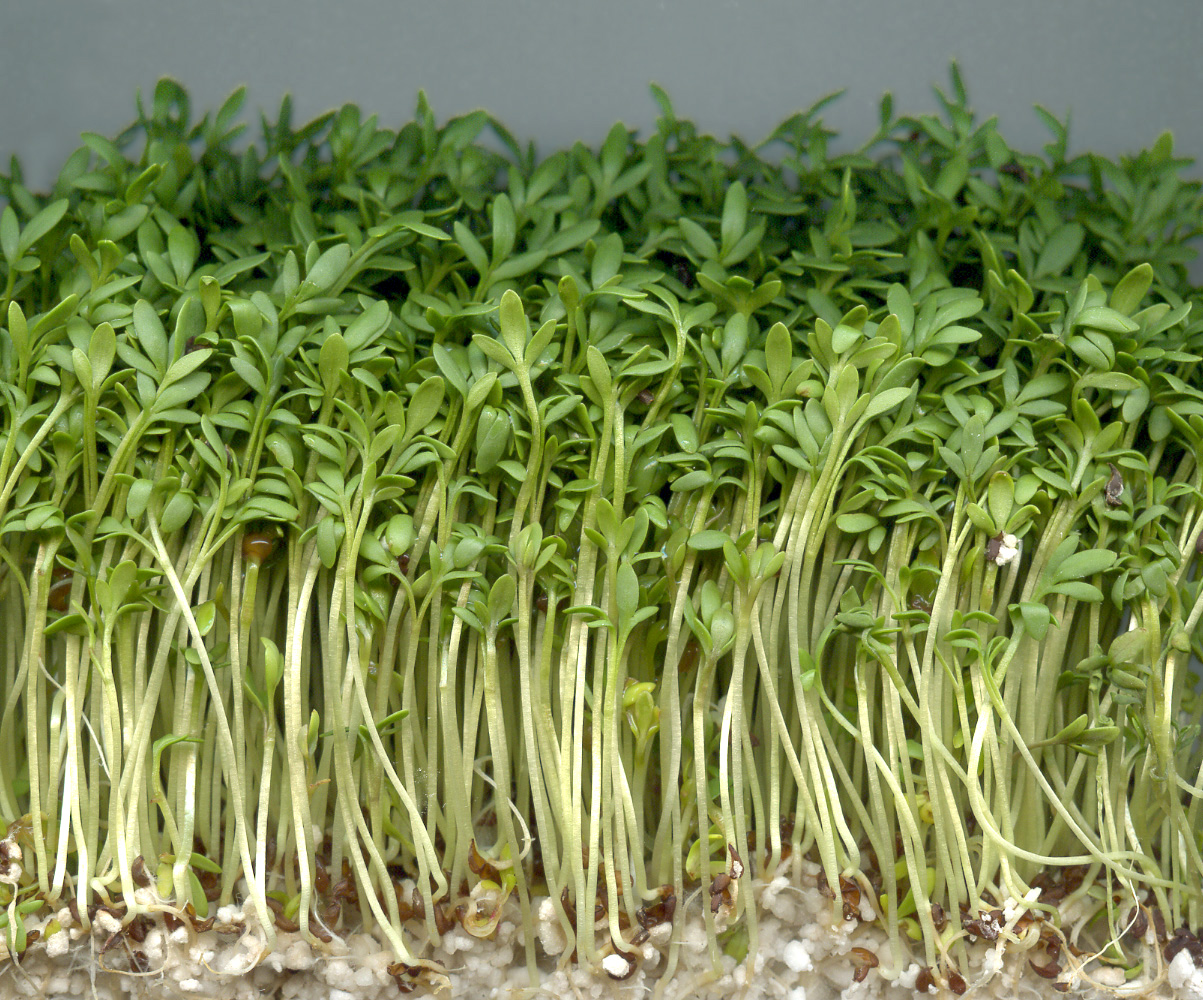
Keimlinge der Gartenkresse

Aus den Samen der Gartenkresse (Lepidium sativum) etwa lassen sich verschieden monomere Imidazolalkaloide wie Semilepidinosid A und Semilepidinosid B sowie dimere Formen wie die Lepidine B, C, D, E und F isolieren. Im Schwamm Leucetta chagosensis konnten verschiedene Imidazolalkaloide wie 2-Desoxy-2-aminokealiichinon und Naamin C nachgewiesen werden. Aus dem Seestern Dermasterias imbricata wurde Imbricatin isoliert, während Martensin A aus der Rotalge Martensia fragilis isoliert wurde. Der Meeresschwamm Pseudaxinyssa enthält Odilin.
Die Maca-Pflanze enthält relevante Mengen an Lepidilin.

## Vertreter
Ein bekanntes Imidazol-Alkaloid ist das Pilocarpin. Zu den weiteren Vertretern zählen u. a. Cynodin, Cynometrin und Odilin.

(+)-Pilocarpin
Cynodin
Cynometrin
Odilin